# Harry-Glück-Park

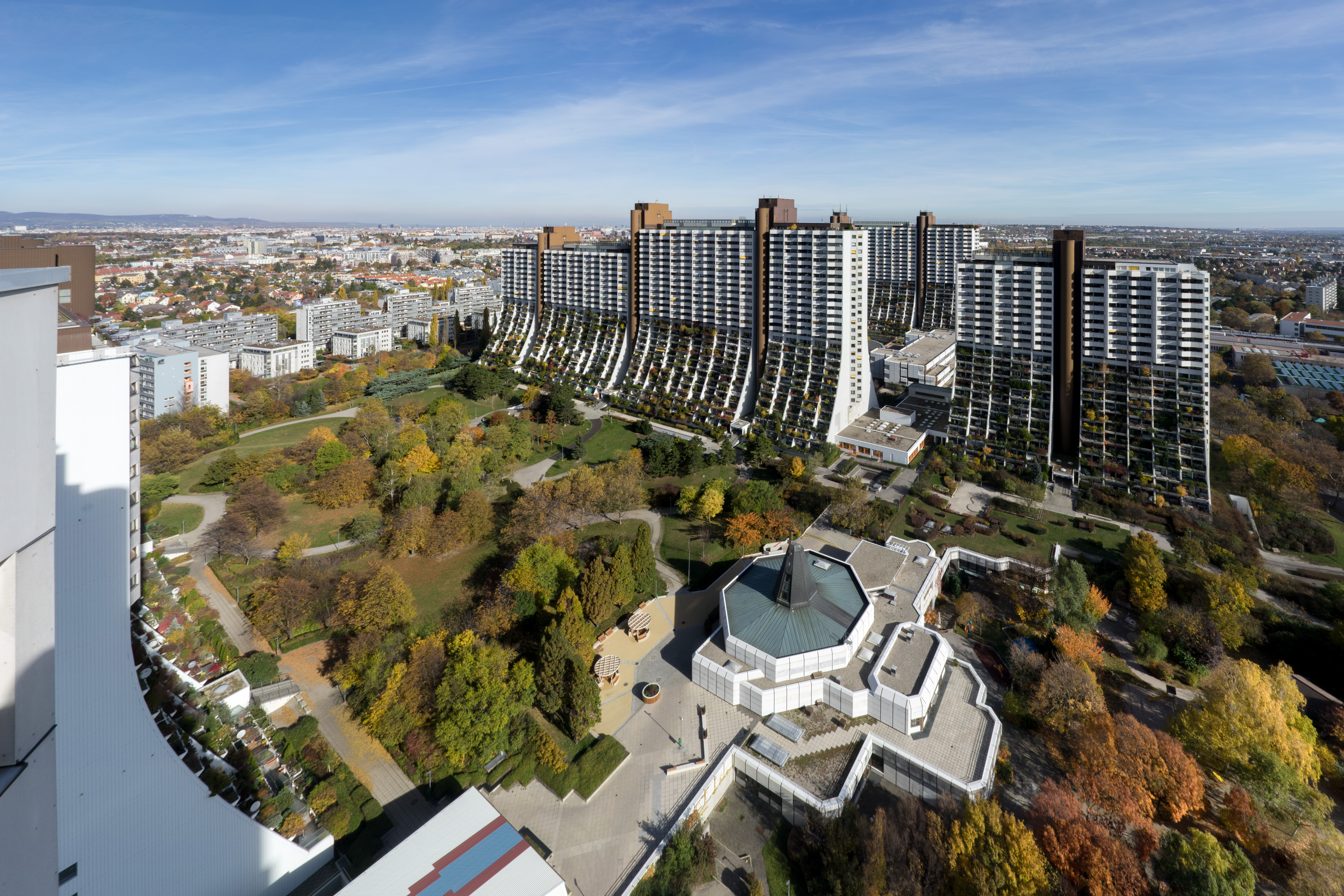
Harry-Glück-Park (2016)

Der Harry-Glück-Park ist ein Wiener Park im 23. Bezirk, Liesing.

## Beschreibung

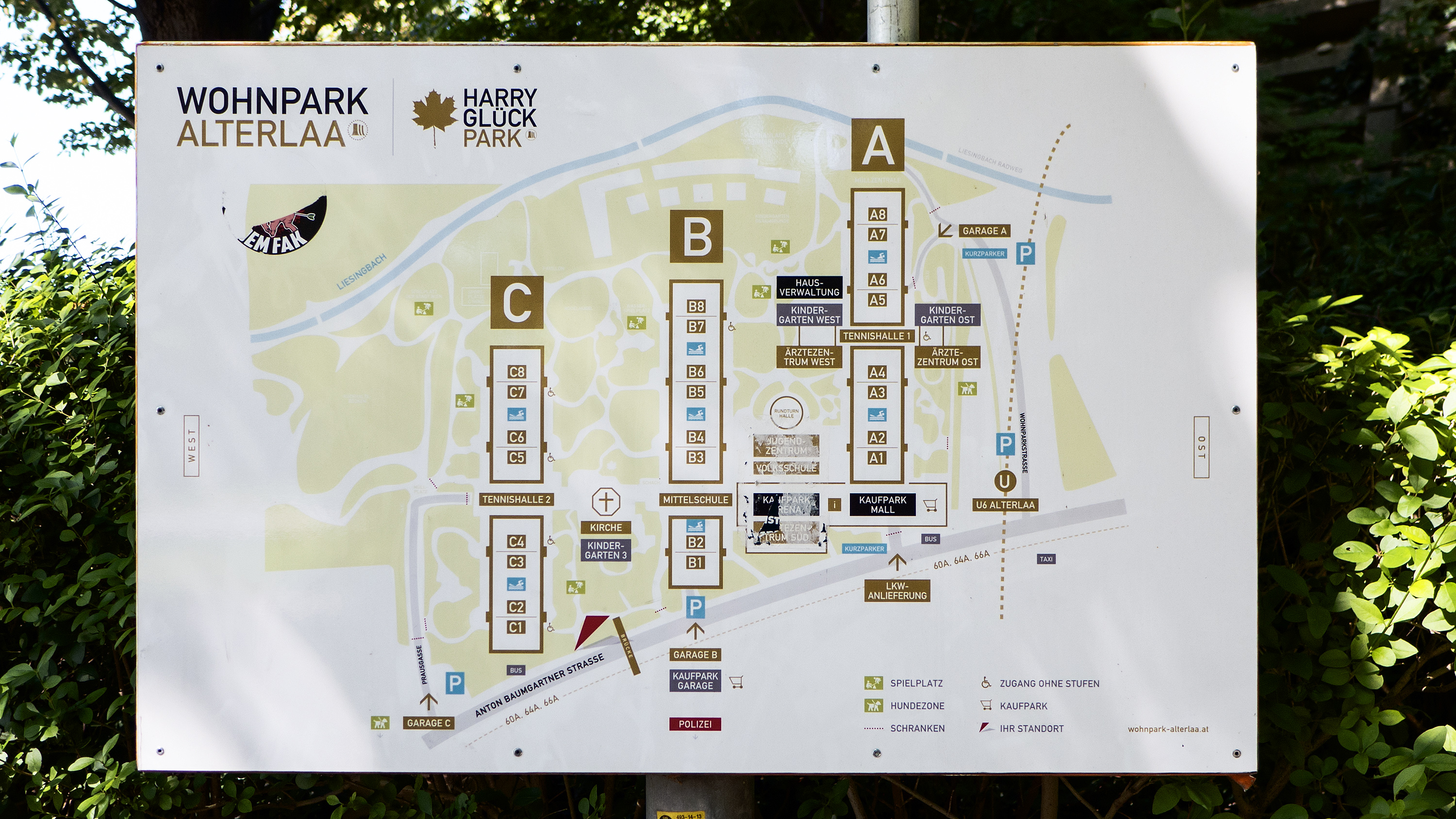
Übersichtsplan über den Wohnpark und den Harry-Glück-Park

Der Harry-Glück-Park ist 123.000 m² groß. Es handelt sich dabei um die Grünfläche in und um den von 1973 bis 1985 entstandenen Wohnpark Alt Erlaa. Im weitläufigen Park befinden sich in überlagernden Kreisen angelegte Spazierwege, Kinderspielplätze mit Klettertürmen und Sandspielplätzen, Fußballplätze und Trinkbrunnen. Zum gleich daneben liegenden Naherholungsgebiet rund um die Liesing ist ein fließender Übergang gegeben, wodurch die Anlage noch weit größer wirkt, als sie ohnehin ist. Unterbrochen wird der Park durch die 3 darin befindlichen Türme des Wohnparks Alt Erlaa, den Kaufpark Alt Erlaa, die Wohnparkkirche und durch die angrenzende Wohnhausanlage Osramgründe.

## Geschichte
Der Harry-Glück-Park wurde am 20. Februar 2015 anlässlich des 90. Geburtstag des Architekten des Wohnparks Alt Erlaa, Harry Glück in dessen Anwesenheit nach ihm feierlich getauft. Er stellt damit eine Seltenheit dar, da er eine der wenigen Verkehrsflächen in Wien ist, die noch zu Lebzeiten des Geehrten benannt wurden. Möglich wurde dies, da die Benennung durch den Grundeigentümer, die Gesiba, und nicht durch die Stadt Wien erfolgte. Dadurch findet sich die Benennung bislang auch nicht im öffentlichen Stadtplan auf der Homepage der Stadt Wien. Im Zuge der Namensfeier wurde ein Ahornbaum, der Lieblingsbaum von Harry Glück, als Glücksbaum im Park gepflanzt. Die Benennung des Parks soll eine Würdigung von Harry Glücks Bestreben sein, in seinen Wohnbauten möglichst viel Grünraum für die Bewohner zu realisieren. Die Idee zum Harry-Glück-Park geht auf die Initiative des Graphikers und Bewohners Michael Hierner zurück, der auch das Logo des Harry-Glück-Parks entworfen hat.